# Pseudocranae uniformis
Pseudocranae uniformis är en insektsart som beskrevs av Willy Adolf Theodor Ramme 1941. Pseudocranae uniformis ingår i släktet Pseudocranae och familjen gräshoppor. Inga underarter finns listade i Catalogue of Life.